# Reinhard Riegel
Reinhard Riegel (* 11. Juni 1942 in München; † 4. Januar 2000 in Bonn) war ein deutscher Rechtswissenschaftler. Er war Ministerialrat im Bundesministerium des Innern.
Riegel studierte Rechtswissenschaften an der Friedrich-Alexander-Universität Erlangen-Nürnberg. Anfang der Siebzigerjahre war Riegel im bayerischen Staatsdienst tätig und arbeitete unter anderem als Staatsanwalt am Landgericht Ansbach. Anschließend wechselte er 1975 zum Bundesinnenministerium. Von Oktober 1978 bis September 1986 leitete er an der Dienststelle des Bundesbeauftragten für den Datenschutz das Referat, das für die Sicherheitsbehörden zuständig war. Anschließend war er Referatsleiter in der Dienstrechtsabteilung des Bundesinnenministeriums.
Da Riegel beim Umzug der Bundesregierung von Bonn nach Berlin 1999 seinen Wohnort nicht verlassen wollte, übernahm er die Leitung Fortbildung im europäischen und internationalen Bereich an der Bundesakademie für öffentliche Verwaltung. Kurz darauf verstarb er und wurde auf dem Waldfriedhof im Bad Honnefer Stadtteil Rhöndorf beigesetzt.
Er hat zahlreiche Schriften zum Polizeirecht und zum Datenschutzrecht veröffentlicht.